# Табора Степан Антонович
Табора Степан Антонович (28.12.1880, Кіцмань — 16.12.1880 ст. — р. с. н.) — кадровий офіцер австро-угорської армії, сотник кавалерії УГА.

## Біографія
Народився в сім'ї родовитого буковинського шляхтича, повітового комісара в Кіцмані, згодом довголітнього повітового старости у Вижниці, урядового радника та управителя курорту в Дорна Ватрі Антона рицаря де Табори та Олімпії, уродженець Кокути. Як син батька римо-католика та народженої в Румунії православної матері охрещений 13.04.1881 року за православним обрядом у православній церкві м. Кіцмань. З 1892/1893 по 1899/1900 навчальні роки навчався в німецькій вищій гімназії в м. Радівці на Південній Буковині (тепер в Румунії). Закінчив кадетську школу кавалерії.
29 квітня 1906-го одружився з Марією Мойса-Росохацькою в селі Росохач, свідками на весіллі були Іван Табора та Георг фон Ґеммінґен.

### Військова служба
З 09.1901 р. іменований кадетом — заступником офіцера, з 11.1902 р. іменований лейтенантом 6-го полку уланів (штаб полку в м. Жешів). В 07.1905 р. обраний на трирічний термін членом державної курортної комісії в Дорна Ватрі. В 03.1909 р. переведений на службу в 8-й полк уланів (штаб полку в м. Чернівці). Під час служби в Чернівцях мешкав в успадкованому від батьків будинку за адресою Шмідтґассе, 12.
З 05.1909 р. іменований оберлейтенантом 8-го полку уланів. Член німецького лицарського ордену та його добровільної санітарної служби. З 03.1916 р. переведений в резерв 14-го полку уланів в ранзі оберлейтенанта. Нагороджений хрестом за військові заслуги 3 класу з військовою декорацією та з мечами, пам'ятним хрестом та військовим ювілейним хрестом. Після розвалу Австро-Угорської монархії став на службу в українську армію з 13.12.1918 р. як поручник УГА. З 01.01.1919 р. іменований сотником кінноти при Начальній команді українських військ. Воював на протипольському фронту біля Львова, на протибільшовицькому, протиденікінському та протипольському фронтах на Наддніпрянщині. У другій половині 04.1920 р. обраний старшинами штабу 3-ї Червоної галицької бригади керівником делегації до наддніпрянського командування для переговорів про перехід цілої 3-ї ЧГБ на бік ДА УНР.  Потрапив в польський полон 24.04.1920 р. після оточення та роззброєння 3-ї ЧГБ в м. Ялтушків, був інтернований спершу в таборі полонених в Проскурові, а згодом в таборі ч. 7 в Тухолі (Польща). 13.09.1920 р. сприяв третій невдалій спробі втечі з табору Тухоля отамана В. Лобковіца, а 14-15.09.1920 р. став (разом з отаманом А. Ерлє, четарем І. Маклом і поручником М. Кличком) свідком публічних звинувачень В. Лобковіца на адресу старшин УГА і цей конфлікт мусів полагоджувати генерал Мирон Тарнавський. Звільнений з табору 16.11.1920 р. повернувся на Буковину.
У міжвоєнний час мешкав у Чернівцях за адресою вул. 11 листопада, 62, працюючи службовцем торгівельної палати. Після 1940 р. подальша доля невідома.
Очевидною помилкою є включення сотника Стефана Табори до списку тих старшин УГА, котрі наприкінці 04.1920 р. були вивезені більшовиками до табору в Кожухові, а в 06.1920 р. замордовані по дорозі на Соловки.